# Mark Moses
Mark W. Moses (24. veljače 1958.) je američki glumac. Najpoznatiji je po ulogama Paula Younga u TV seriji "Kućanice" i Hermana "Ducka" Phillipsa u TV seriji "Momci s Madisona".